# „Slut!”
A „Slut!” Taylor Swift amerikai énekesnő-dalszerző dala, amelyet Jack Antonoff-fal és Patrik Bergerrel írt és készített. A dalt Swift ötödik stúdióalbumára, a 1989-ra (2014) szánták, de végül nem került fel a lemezre. A Swift diszkográfiájának tulajdonjogával kapcsolatos 2019-es vitát követően a dal szerepelt a 1989 (Taylor’s Version) (2023) albumon. Az album deluxe digitális kiadásának részeként megjelent egy akusztikus változata korlátozott idejű letöltésre.

## Fordítás
Ez a szócikk részben vagy egészben  a   Cruel Summer (Taylor Swift song) című angol Wikipédia-szócikk ezen változatának fordításán alapul.  Az eredeti cikk szerkesztőit annak laptörténete sorolja fel. Ez a jelzés csupán a megfogalmazás eredetét és a szerzői jogokat jelzi, nem szolgál a cikkben szereplő információk forrásmegjelöléseként.